# Пол Ньюман
Пол Ле́онард Нью́ман (англ. Paul Leonard Newman; 26 січня 1925, Клівленд, Огайо — 26 вересня 2008) — американський актор і режисер.

## Життєпис

### 1925—1958
Ньюман народився 26 січня 1925 року в Клівленді. Батько Артур Самуїл Ньюман — єврей, мати Терезія Фецкова — словачка з Птичого (нині округ Гуменне, Словаччина). Служив на флоті, після війни отримав у спадок від батька невеликий магазин спортивних товарів. Продавши бізнес, Ньюман вступив 1947 року до школи акторської майстерності Єльського університету. Виконував свої перші ролі в телесеріалах і на Бродвеї.
Першу велику роль Ньюмана — в історичному фільмі «Срібна чаша» (1954) — не сприйняли критики, а сам актор пізніше назвав цей фільм найгіршим з усіх, знятих у 50-ті роки. Визнання прийшло 1957 року, коли він виконав роль боксера Рокі Граціано у фільмі «Хтось на небесах любить мене».
Зйомки наступної картини Ньюмана — «Довге спекотне літо» — супроводжувалось романом з акторкою Джоан Вудворд, яка незадовго до цього отримала «Оскар» за найкращу жіночу роль. Вони одружились і відтоді стали багато зніматись удвох. А роль Ньюмана в «Довгому спекотному літі» була відмічена призом Каннського кінофестивалю.

### 1958—1967
У 1958 році на екрани Америки виходить «Кішка на розпеченому даху», екранізація п'єси Теннессі Вільямса. За цей фільм актор і його партнерка — Елізабет Тейлор — були висунуті на «Оскар». Хоч він не отримав премію, Ньюману вдалося закріпити свій успіх у публіки, зіграв у фільмах «З тераси» та «Вихід». Багато критиків відзначали, як грамотно він підбирав свої ролі. Великий успіх мали й наступні роботи Ньюмана — у кримінальній драмі «Шахрай» і вестерні «Хад», за що знову був номінований на «Оскар».
У 1960-ті роки Ньюман використав свій зірковий статус для проведення агітації за програму Демократичної партії США, направлену на пом'якшення расових суперечностей в Америці й, як наслідок, потрапив у скандально відомий список двадцяти персональних ворогів президента Ніксона. У цей час він знімався трохи рідше, присвячуючи свій час захопленню автоперегонами. У 1966 році з успіхом зіграв в Альфреда Гічкока в «Розірваній завісі». Тоді ж поставив для своєї дружини фільм «Речел Речел», що приніс йому «Золотий глобус» за режисуру.

### 1967—2008
Протягом наступних двох десятиліть Ньюман не припиняв працювати. Середина 1970-х ознаменувалась для нього співпрацею з режисером Джоном Г'юстоном. Після того, як наркотики забрали життя його сина, Ньюман став активно займатись доброчинністю, витративши на ці цілі понад 200 мільйонів доларів. 1986 року з шостої спроби виграв «Оскар» за найкращу чоловічу роль (у фільмі Мартіна Скорсезе «Колір грошей»). За рік до цього Американська академія кіномистецтва вже вручила йому почесну нагороду за видатні досягнення в кіно.
У червні 2008 року в Пола Ньюмена було виявлено рак легені, а 26 вересня 2008 року він помер у своєму домі в Вестпорті, штат Коннектикут, у віці 83 роки.

## Захоплення

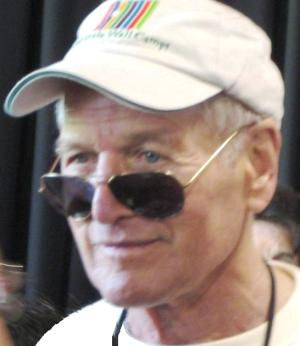
Ньюман Пол, 2007 р.

Захоплювався автоперегонами. Уперше узяв участь у професіональних перегонах у 1972 році. 1979 року він брав участь у знаменитих 24-годинних перегонах у Ле-Мані, фінішував другим у складі команди Porsche, в основному завдяки майстерності свого напарника.
1983 року разом з Карлом Хаасом він заснував команду «Ньюман/Хаас Рейсінг». У 1995 році 70-річний Ньюман узяв участь у 24-годинних перегонах в Дайтоні, став при цьому найстарішим гонщиком, чия команда виграла офіційну гонку.

## Фільмографія
- 1960 : «Вихід» (Exodus) — Арі Бен Канаан
- 1962 : «Пригоди молодого Хемінгуея» (Hemingway's Adventures of a Young Man)
- 1967 : «Холоднокровний Люк» (Cool Hand Luke) — Люк Джексон
- 1974 : «Пекло в піднебессі» (The Towering Inferno)  — Даг Робертс
- 1981 : «Без лихого наміру» (Absence of Malice)  — Майкл Коллін Галлахер
- 1984 : «Гаррі та син» (Harry & Son)  — Гаррі Кіч